# 1974 no Brasil
Esta é uma cronologia dos fatos e acontecimentos do ano 1974.

## Incumbentes
- Presidente do Brasil -  Emílio Garrastazu Médici (30 de outubro de 1969 - 15 de março de 1974)
- Presidente do Brasil -  Ernesto Geisel (15 de março de 1974 - 15 de março de 1979)

## Eventos
- 15 de janeiro: General Ernesto Geisel é eleito presidente do Brasil pelo colégio eleitoral, obtendo 400 votos contra 76 dados ao candidato da oposição, Ulysses Guimarães, na eleição presidencial indireta.[1]
- 1 de fevereiro: Um incêndio no Edifício Joelma, na cidade de São Paulo, deixa 191 mortes e deixa 300 feridos.[2]
- 4 de março: Presidente Emílio Garrastazu Médici inaugura a Ponte Rio-Niterói, localizada na Baía de Guanabara, estado do Rio de Janeiro.[3]
- 15 de março: General Ernesto Geisel substitui o General Emílio Garrastazu Médici e torna-se o 29° presidente do Brasil.[4]
- 24 de março: Inicia a grande enchente de Tubarão, Santa Catarina, que termina em 27 de março.[5]
- 17 de maio: Os presidentes Ernesto Geisel do Brasil e Alfredo Stroessner do Paraguai criam a Itaipu Binacional para gerenciar a construção da usina.[6]
- 1 de julho: Presidente Ernesto Geisel sanciona a lei que determina a união dos estados da Guanabara e Rio de Janeiro.[7]
- 29 de julho: Um choque entre um ônibus com 90 passageiros e um caminhão mata 69 pessoas e fere 11 na rodovia Belém-Brasília.[8][9]
- 6 de outubro: Emerson Fittipaldi conquista o segundo título mundial de Fórmula 1 após conseguir a quarta colocação no Grande Prêmio dos Estados Unidos.[10]

## Nascimentos
- 15 de janeiro: Emílio Orciollo Netto, ator.
- 16 de janeiro: Tatiana Issa, atriz.
- 4 de março: Gabriel o Pensador, cantor.
- 22 de abril: Belo, cantor.
- 10 de maio: Rodrigo Garcia, político.
- 7 de junho: Flávia Alessandra, atriz.
- 18 de junho: Wendel Bezerra, dublador.
- 22 de junho: Joelma, cantora.
- 8 de agosto: Preta Gil, cantora e atriz (m. 2025).
- 31 de dezembro: Tony Kanaan, automobilista.

## Mortes
- 12 de janeiro: João da Baiana, cantor e instrumentista (n. 1887).
- 14 de janeiro:
  - Cassiano Ricardo, jornalista, poeta e ensaísta (n. 1894).
  - Galileo Emendabili, escultor ítalo-brasileiro (n. 1898).
- 16 de janeiro:
  - Aldo Bonadei, pintor ítalo-brasileiro (n. 1906).
  - Luís Inácio de Anhaia Melo, arquiteto e político (n. 1891).
- 11 de junho: Eurico Gaspar Dutra, militar e 16º presidente do Brasil (n. 1883).
- 10 de agosto: Frei Tito de Alencar Lima, frade e preso político (n. 1945).